# Zimna Wódka

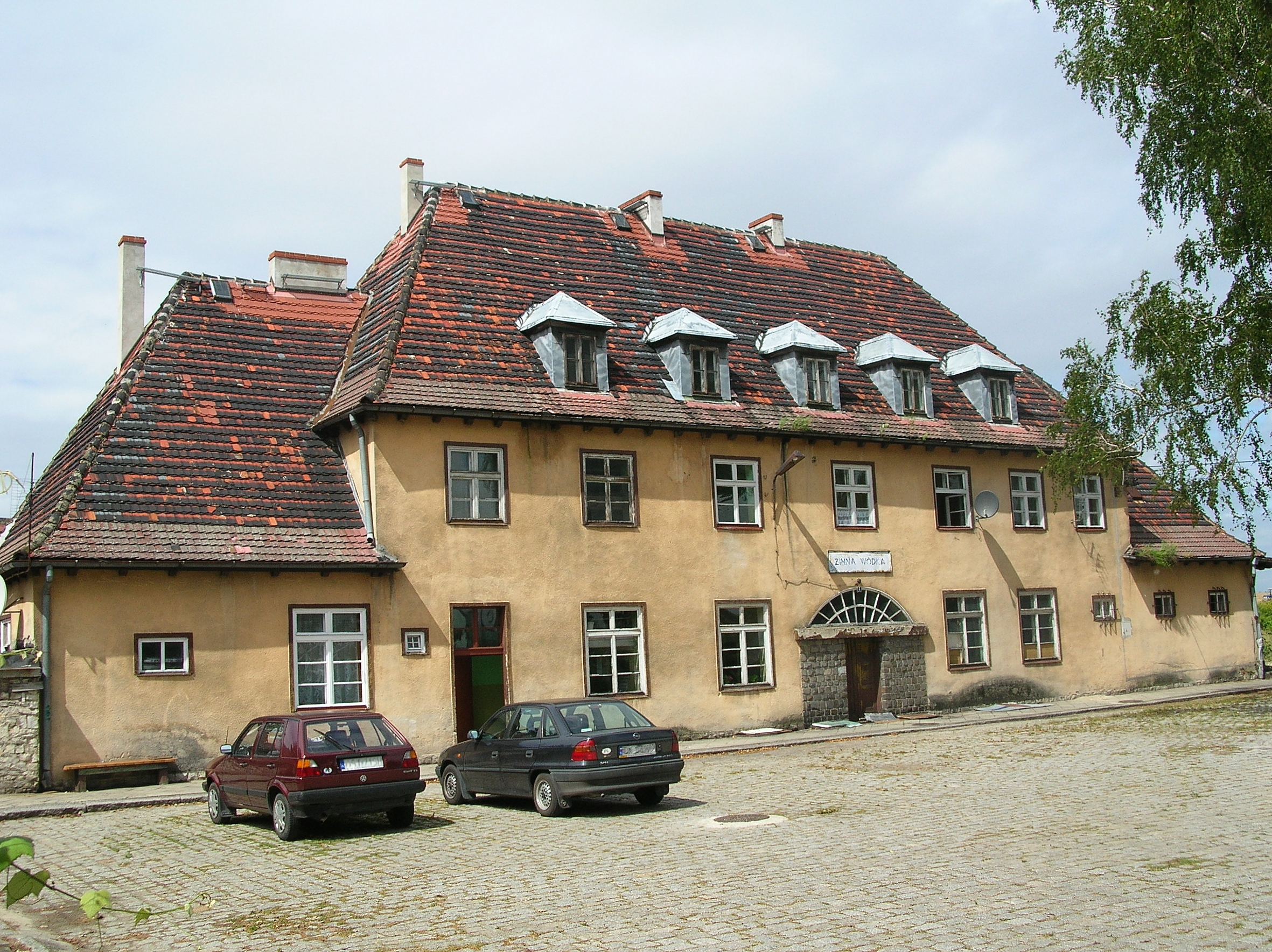
Zimna Wódka (przystanek kolejowy)

Zimna Wódka (dodatkowa nazwa w j. niem. Kaltwasser) – wieś w Polsce, położona w województwie opolskim, w powiecie strzeleckim, w gminie Ujazd.
We wsi mieszka ok. 720 osób.
W latach 1945–1954 miejscowość była siedzibą gminy Zimna Wódka. Od 1950 roku wieś należy administracyjnie do województwa opolskiego.

Znajdował się tutaj kolejowy przystanek osobowy Zimna Wódka.

## Nazwa
Nazwa miejscowości pochodzi od wyrażenia „zimna woda”. Według niemieckiego nauczyciela Heinricha Adamy’ego nazwa miejscowości pochodzi od wcześniejszej polskiej nazwy, która została później zgermanizowana. W swoim dziele o nazwach miejscowości na Śląsku wydanym w 1888 roku we Wrocławiu Adamy wymienia jako najstarszą zanotowaną nazwę miejscowości Zimnawodka podając jej znaczenie „wurde ubesetz in Kaltwasser” czyli po polsku „zostało przetłumaczone na Kaltwasser”.
Miejscowość znajduje się na terenie określonym w bulli protekcyjnej papieża Hadriana IV z 1155 r. jako „Circuitio iuxta Cozli”, czyli „ujazd obok Koźla”. Staropolskie słowo „ujazd” oznaczało obszar wytyczony przez całodzienny konny objazd, podczas którego ustalano m.in. kto jest właścicielem poszczególnych pól i w razie potrzeby dokonywano nowych rozgraniczeń. W 1295 r. w księdze łacińskiej Liber fundationis episcopatus Vratislaviensis (pol. Księga uposażeń biskupstwa wrocławskiego) miejscowość wymieniona jest jako Zymna wodka.
W alfabetycznym spisie miejscowości na terenie Śląska wydanym w 1830 roku we Wrocławiu przez Johanna Knie wieś występuje pod polską nazwą Zimnowodka oraz niemiecką – Kaltwasser. 15 marca 1947 r. nadano miejscowości polską nazwę Zimna Wódka.

## Integralne części wsi
| SIMC    | Nazwa   | Rodzaj     |
| ------- | ------- | ---------- |
| 0504485 | Buczki  | przysiółek |
| 0504491 | Wesołów | przysiółek |

## Historia
Po raz pierwszy wzmianka o Zimnej Wódce pojawia się w ugodzie księcia opolskiego Władysława opolskiego z biskupem wrocławskim Tomaszem I, sporządzonej 30 listopada 1260 r. w Sławięcicach. Zapis dotyczący miejscowości w Księdze uposażeń biskupstwa wrocławskiego – w rozdziale „Rejestr ujazdowski” – informuje: Podobnie w Zimnej Wódce [in Zymnawodka] jest siedemdziesiąt łanów, z których pan biskup ma sześć pod pług, sołtys siedem, pleban dwa, a do pana należy pięćdziesiąt pięć łanów wraz z serwitutami. Także tam są cztery łany nie nadające się do użytku. Wzmianka o plebanie dowodzi istnienia tu już kościoła i parafii.
W piśmie ławników strzeleckich z 8 marca 1324 r. mowa jest o Krystianie, proboszczu de frigido fonte (pol. zimna woda). W spisie parafii dekanatu ujazdowskiego z 14 stycznia 1376 roku, sporządzonym w Awinionie w notariacie kardynała Jana, biskupa Sabiny, Zimna Wódka występuje pod nazwą Caldeborn.
List z wypowiedzeniem wojny trzydziestu czterech śląskich rycerzy wystosowany 4 lipca 1410 r. do Wielkiego Mistrza Zakonu Krzyżackiego podpisał m.in. Petulin z Caldim Wasser, którą to miejscowość Szymon Koszyk identyfikuje jako Zimną Wódkę.
W protokole z pierwszej wizytacji przeprowadzonej w 1690 r. w parafii Klucze ponownie występuje jako Zimnawodka.

### Plebiscyt i powstanie
W 1910 roku 686 mieszkańców mówiło w języku polskim, natomiast 27 osób posługiwało się  językiem niemieckim. W wyborach komunalnych w listopadzie 1919 roku na listę polską oddano 150 głosów, co pozwoliło na zdobycie 8 z 12 mandatów. Do głosowania podczas plebiscytu uprawnionych było w Zimnej Wódce 258 osób, z czego 245, ok. 95,0%, stanowili mieszkańcy (w tym 245, ok. 95,0% całości, mieszkańcy urodzeni w miejscowości). Oddano 253 głosy (ok. 98,1% uprawnionych), w tym 251 (ok. 99,2%) ważnych; za Polską głosowało 181 osób (ok. 71,5%), a za Niemcami 70 osób (ok. 27,7%). W obszarze dworskim rozkład głosów prezentował się następująco: uprawnionych było 116 osób, z czego 107, ok. 92,2%, stanowili mieszkańcy (w tym 106, ok. 91,4% całości, mieszkańcy urodzeni w obszarze dworskim). Oddano 116 głosów (100% uprawnionych), w tym 115 (ok. 99,1%) ważnych; za Niemcami głosowało 75 osób (ok. 64,7%), a za Polską 40 osób (ok. 34,5%).
22 lutego 1921  roku w miejscowości powstał oddział najstarszej polskiej organizacji sportowej Polskiego Towarzystwa Gimnastycznego „Sokół”. Podczas III powstania śląskiego miejscowość 7 maja została zajęta przez żołnierzy z Podgrupy "Butrym". 4 czerwca, po ciężkich walkach z baonami Rudolfa Niemczyka, kiedy wieś kilkukrotnie przechodziła z rąk do rąk, Niemcy odbili Zimną Wódkę.

### Okres powojenny
15 sierpnia 2008 r. ok. godziny 17.00 w miejscowość uderzyła trąba powietrzna z prawdopodobną siłą F4 w skali Fujity i uszkodziła 15 gospodarstw.
W grudniu 2021 roku dywany kwietne towarzyszące procesjom Bożego Ciała  Zimnej Wódce zostały wpisane na Reprezentatywną Listę Niematerialnego Dziedzictwa Kulturowego Ludzkości UNESCO.

## Liczba mieszkańców
- 1845 – 454
- 1910 – 725
- 1925 – 696
- 1933 – 676

## Zabytki
Do wojewódzkiego rejestru zabytków wpisane są:
- kościół filialny pw. św. Marii Magdaleny, drewniany, pierwotnie z XV wieku, barokowy z 1748 roku, o konstrukcji wieńcowej (zrębowej) po kapitalnym remoncie, znajduje się na wzgórku w centrum miejscowości, wypisany z księgi rejestru,
- zbiorowa mogiła powstańców śląskich z 1921 roku, na cmentarzu rzymskokatolickim.